# МиГ-35
МиГ-35 (по кодификации НАТО — Fulcrum-F) — российский многофункциональный лёгкий истребитель поколения «4++», характеристики которого максимально приближены к пятому поколению.
Многофункциональный комплекс МиГ-35 предназначен для завоевания господства в воздухе и нанесения эффективных ударов высокоточным оружием по наземным и надводным целям из-за пределов зоны противовоздушной обороны (ПВО) противника. Лётные испытания начались в январе 2017 года и закончились в конце 2018 года. В 2019 году планировалось начать государственные испытания.
Многофункциональный истребитель МиГ-35 — это результат глубокой модернизации боевых самолётов МиГ-29М/М2 (изделие 9-15) и МиГ-29К/КУБ (изделие 9-31) для улучшения эксплуатационных характеристик и повышения боевой эффективности и универсальности

## Разработка
Два опытных («предсерийных») образца МиГ-35 были построены по контракту на проведение соответствующих опытно-конструкторских работ с ВКС России на Производственном комплексе № 1 АО «РСК „МиГ“» в подмосковных Луховицах.
МиГ-35 начал создаваться в 2000-х годах. Первая выкатка и полет МиГ-35, созданного на базе МиГ-29М2, состоялась в январе 2007 года. Более поздние варианты были созданы на базе МиГ-29К. В 2010 году было создано три прототипа, которые участвовали в авиавыставках и проходили испытания.
Первый полёт состоялся 24 ноября 2016 года. Испытания проводятся на аэродроме ЛИИ им. Громова в подмосковном Жуковском.
В октябре 2016 года объявлено о завершении работ по созданию МиГ-35. 26 января 2017 года начались испытания в воздухе и прошла официальная презентация МиГ-35.
«Первое — экономичность, он дешевле в эксплуатации, чем машины наших конкурентов. Второе — технические возможности, например, локатор и малозаметность. Третье — стоимость самого самолёта», — отметил генеральный директор российской самолётостроительной корпорации «МиГ» Илья Тарасенко.
МиГ-35 стал главной премьерой международного авиационно-космического салона МАКС-2017; корпорация «МиГ» признана победителем в номинации «ОКБ года» в конкурсе «Авиастроитель года» за создание МиГ-35.
27 января 2017 года состоялась презентация истребителя МиГ-35. Она прошла на территории производственного комплекса Корпорации в Луховицах.
В 2018 году самолёты МиГ-35 были переданы лётчикам-испытателям Министерства обороны РФ для проведения государственных лётных испытаний.

### Корабельная версия
В интервью генеральный директор РСК «МиГ» Илья Тарасенко допустил возможность разработки корабельной версии МиГ-35. Концерн «Радиоэлектронные технологии» (КРЭТ) уже адаптировал под МиГ-35 новую систему посадки на палубу БИНС-СП-2.

## Конструкция
Так же, как и МиГ-29, Миг-35 неприхотлив в обслуживании, способен совершить посадку на грунтовую полосу.
Основные отличия МиГ-35 от МиГ-29:
- новый фюзеляж, единый для одноместной и двухместной модификаций;
- новое крыло увеличенной площади, с острой кромкой наплывов и более развитой механизацией;
- большая площадь стабилизаторов;
- отсутствует система забора воздуха с верхней поверхности наплыва;
- РЛС «Жук-А» с активной фазированной антенной решёткой (только в индийском тендере MMRCA, наличие РЛС с АФАР в версии для ВКС России не подтверждено, есть вероятность, что для ВКС идёт версия с РЛС «Жук-М», с ЩАР);
- комплекс обороны со средствами РЭБ, детекторами атакующих ракет и облучения лазерами, автоматами выброса ложных целей;
- открытая архитектура БРЭО;
- встроенная и контейнерная оптико-локационные станции (ОЛС) и нашлемная система целеуказания и прицеливания;
- увеличение боевой нагрузки;
- понижение радиолокационной заметности;
- новая электронная система управления двигателем РД-33МК;
- возможность использования модификации РД-33МК с отклоняемым вектором тяги, опробованной на опытном МиГ-29М/ОВТ с двигателем РД-33К;
- трёхканальная ЭДСУ с четырёхкратным резервированием;
- увеличенный запас топлива с возможностью дозаправки в воздухе и использования как заправщика;
- антикоррозийная защита по типу МиГ-29К;
- повышенные надёжность и живучесть, срок службы, ресурс самолёта и двигателей;
- уменьшение стоимости лётного часа в 2,5 раза;
- увеличение возможностей автономного базирования (например, кислорододобывающая станция на борту).

## Модификации
- МиГ-35С
- МиГ-35Д
- МиГ-35УБ

## Производство
На форуме «Армия-2018» АО «РСК «МиГ» подписало с Министерством обороны контракт на поставку до 2023 года шести МиГ-35 в одноместной и двухместной (учебно-боевой) модификациях «С» и «УБ». В июне 2019 года генеральный директор российской самолётостроительной корпорации «МиГ» Илья Тарасенко сообщил что ВКС России получили первые два истребителя МиГ-35, поставка ещё 4 самолётов планируется до конца года и корпорация планирует подписать ещё один контракт с Министерством обороны. В дальнейшем на МиГ-35 планируется заменить все МиГ-29, поставленные в конце 80-х — начале 90-х, а МиГ-29СМТ или К/КУБ продолжат эксплуатироваться совместно с ними. На декабрь 2019 года в Вооружённые силы поставлено 6 серийных истребителей.
По заявлению генерального директора РСК «МиГ» Ильи Тарасенко, на 2017 год 29 стран-эксплуатантов МиГ-29 проявили заинтересованность в приобретении самолётов МиГ-35. У них уже имелась вся инфраструктура подготовки техников и пилотов, потребуется только небольшое время, чтобы доучить их. По состоянию на 2024 год иностранных заказов на МиГ-35 не было.
Сообщение арабских СМИ о том, что 31 августа 2019 года в ходе авиасалона «МАКС-2019» был подписан контракт на поставку ВВС Египта 50 истребителей МиГ-35, позже было опровергнуто изданием «The Military Watch», которое сообщило, что «Каир ещё не заказывал новейшие многофункциональные истребители МиГ-35, как полагают многие, но, возможно, скоро сделает это».

## Использование обозначения в других проектах
В разное время обозначение «МиГ-35» использовалось в названии:
- проекта многофункционального истребителя пятого поколения МиГ 1.44;
- проектов дальнейшего развития МиГ-29М2 второй половины 1990-х годов (они же МиГ-29М3 и МиГ-29М4);
- демонстраторов испытаний РЛС «Жук-А» (опытныx экземпляров МиГ-29М, МиГ-29К, МиГ-29КУБ)
- проекта на индийский конкурс MMRCA[англ.];
- проекта развития самолётов МиГ-29К/КУБ для ВМФ и МиГ-29М/М2 для ВКС России; одноместный вариант обозначен как МиГ-35, двухместный вариант имеет обозначение МиГ-35Д.

## Критика
В апреле 2011 года МиГ-35 выбыл из конкурса MMRCA на поставку 126 истребителей для Министерства обороны Индии из-за некоторых компонентов оборудования, проблем с тягой и авионикой. Например, радар в ходе испытаний не смог обнаружить цель на дистанции, заявленной в тендере, а двигатели РД-33МК не показали необходимой для выполнения задания тяги.
По мнению некоторых экспертов, «МиГ-35» является маркетинговым ходом и что самолет по-прежнему представляет собой немногим больше, чем предыдущие модернизации.

## Лётно-технические характеристики
Все характеристики приведены в соответствии с данными АО «Российская самолётостроительная корпорация „МиГ“».

### Технические характеристики
- Экипаж: 1 или 2 человека[31]
- Длина: 17,32 м
- Размах крыла: 12 м
- Площадь крыла: 45 м²
- Высота: 4,44 м
- Масса:
  - пустого: 11 000 кг
  - нормальная взлётная масса: 18 500 кг
  - максимальная взлётная масса: 24 500 кг[30]
  - максимальная посадочная масса: 19 800 кг
  - масса внутреннего топлива: 5000 кг

### Двигатель
- Тип двигателя: Турбореактивный двухконтурный с форсажной камерой
- Модель: РД-33МК[9] или его модификация с УВТ РД-33МКВ со всеракурсным отклонением вектора тяги (в пределах ± 20°).
- Максимальная тяга: 2 × 5400 кгс
- Форсажная тяга: 2 × 9000 кгс

### Лётные характеристики
- Максимальная скорость:
  - на высоте: 2500 км/ч (M=2,35)
  - у земли: 1400-1450 км/ч (M=1,15)[32]
- Крейсерская скорость:
  - дозвуковая: 805 км/ч (M=0,65)
  - сверхзвуковая: 2410 км/ч (M=2,25)
- Практический потолок: 16 000 — 17 500 м[33]
- Радиус действия с нормальной боевой нагрузкой с тремя ПТБ: 1000-1400 км
- Дальность полёта без дозаправки:
  - без ПТБ: 2000—2100 км
  - с 3-мя ПТБ: 3000 км
- Максимальная эксплуатационная перегрузка: +9 G[33]

### Вооружение
- Пушечное: 30 мм авиационная пушка ГШ-30-1
- Узлов подвески вооружения: 8
- Масса подвесного вооружения: 6,5—7 т
- Подвесное вооружение: все типы управляемых и неуправляемых боеприпасов «воздух-воздух» и «воздух-поверхность» массой до 500 кг.

## Операторы
- Россия: 4 МиГ-35С и 2 МиГ-35УБ в тестовой эксплуатации по состоянию на 2024 год[34][35]

## Изображения

МиГ-35 на МАКС-2009
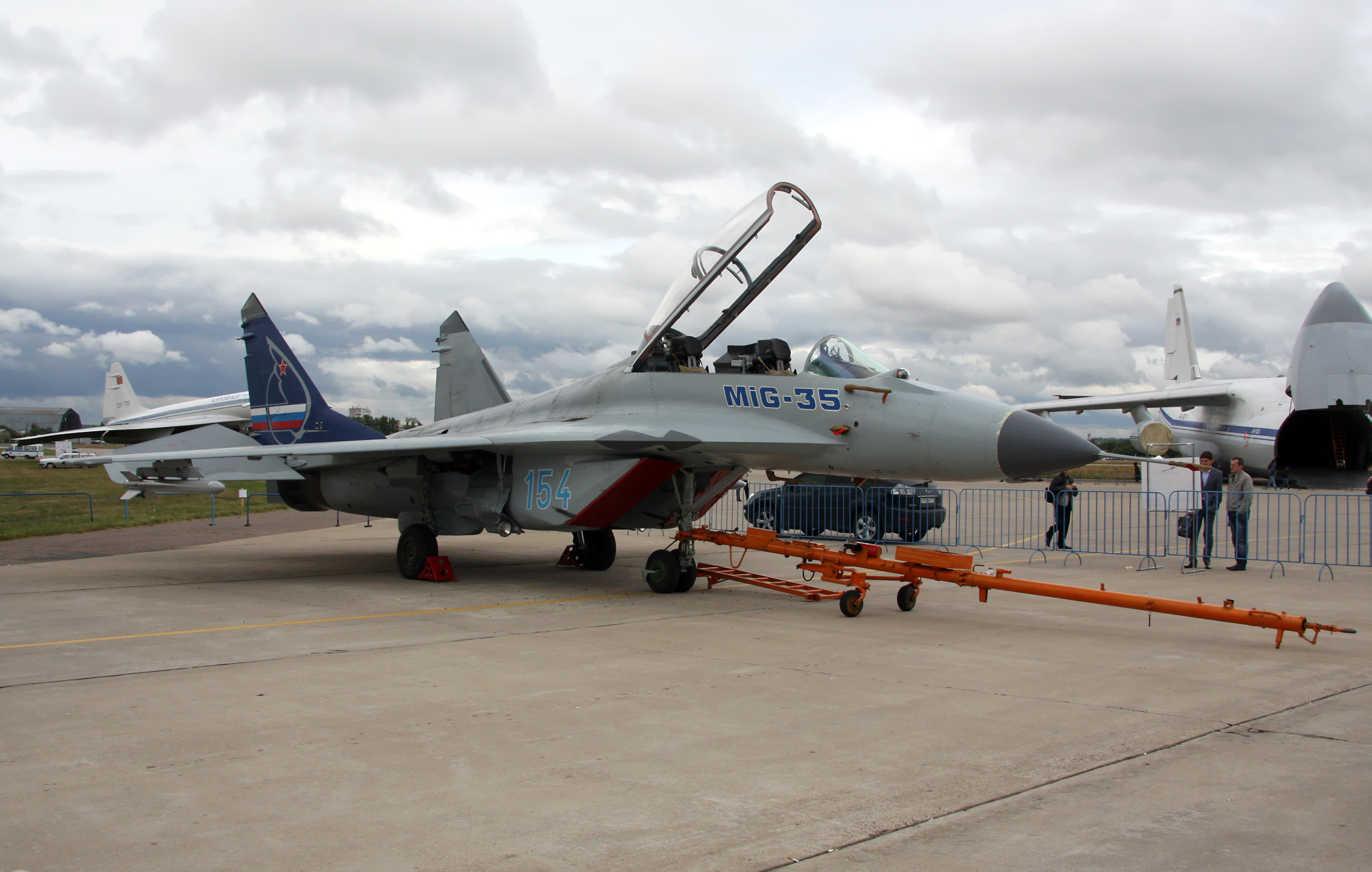
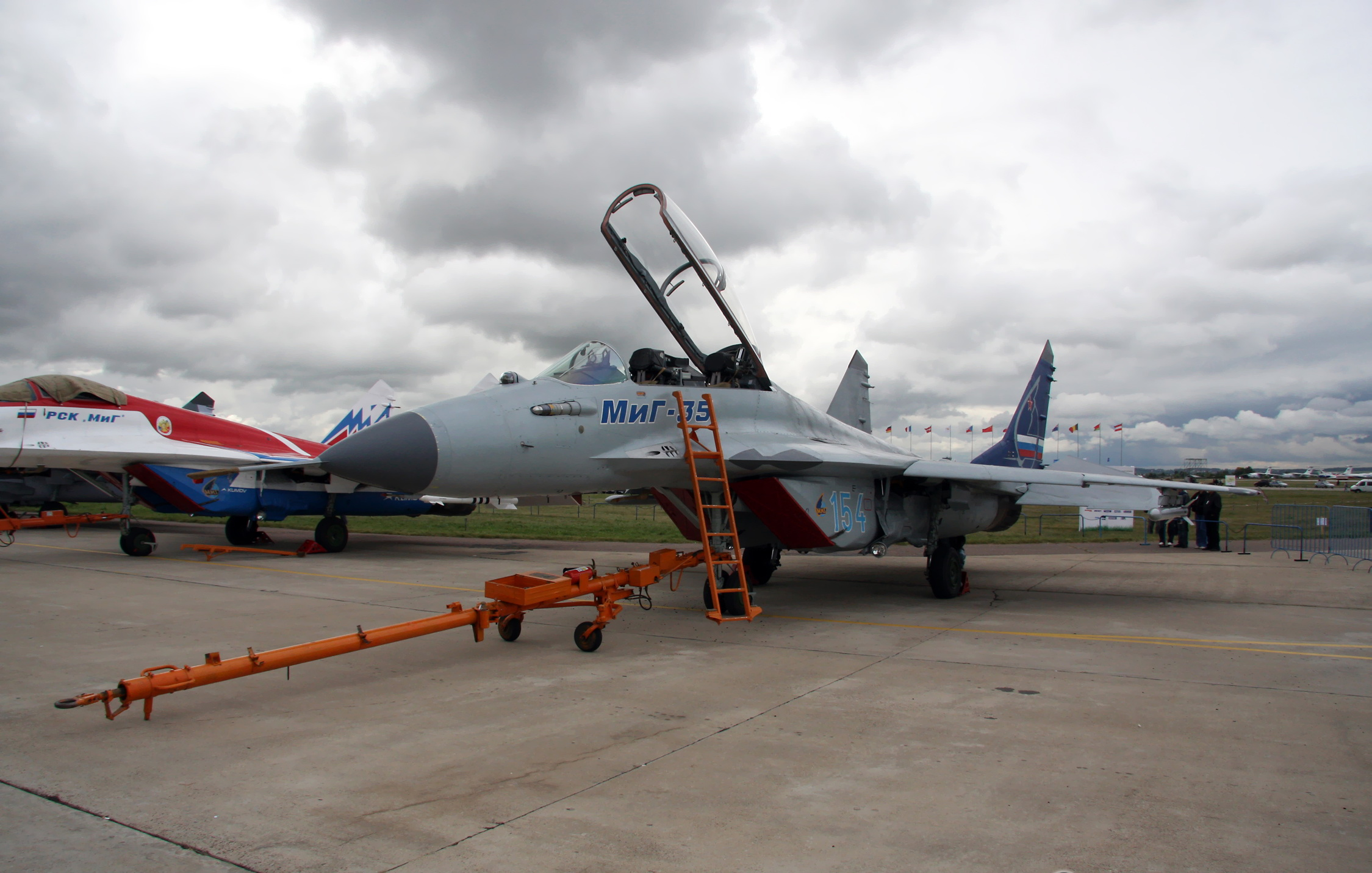
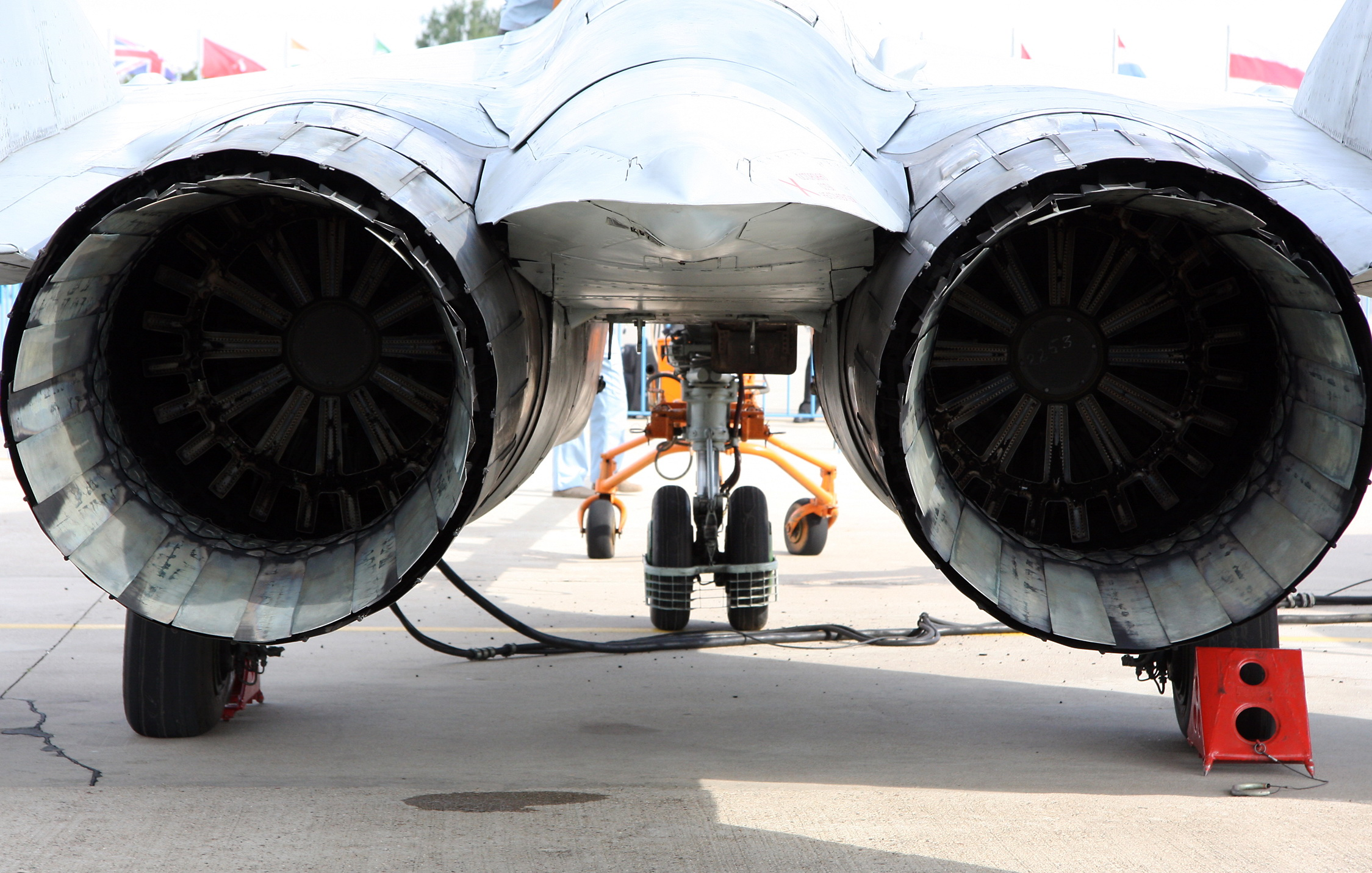
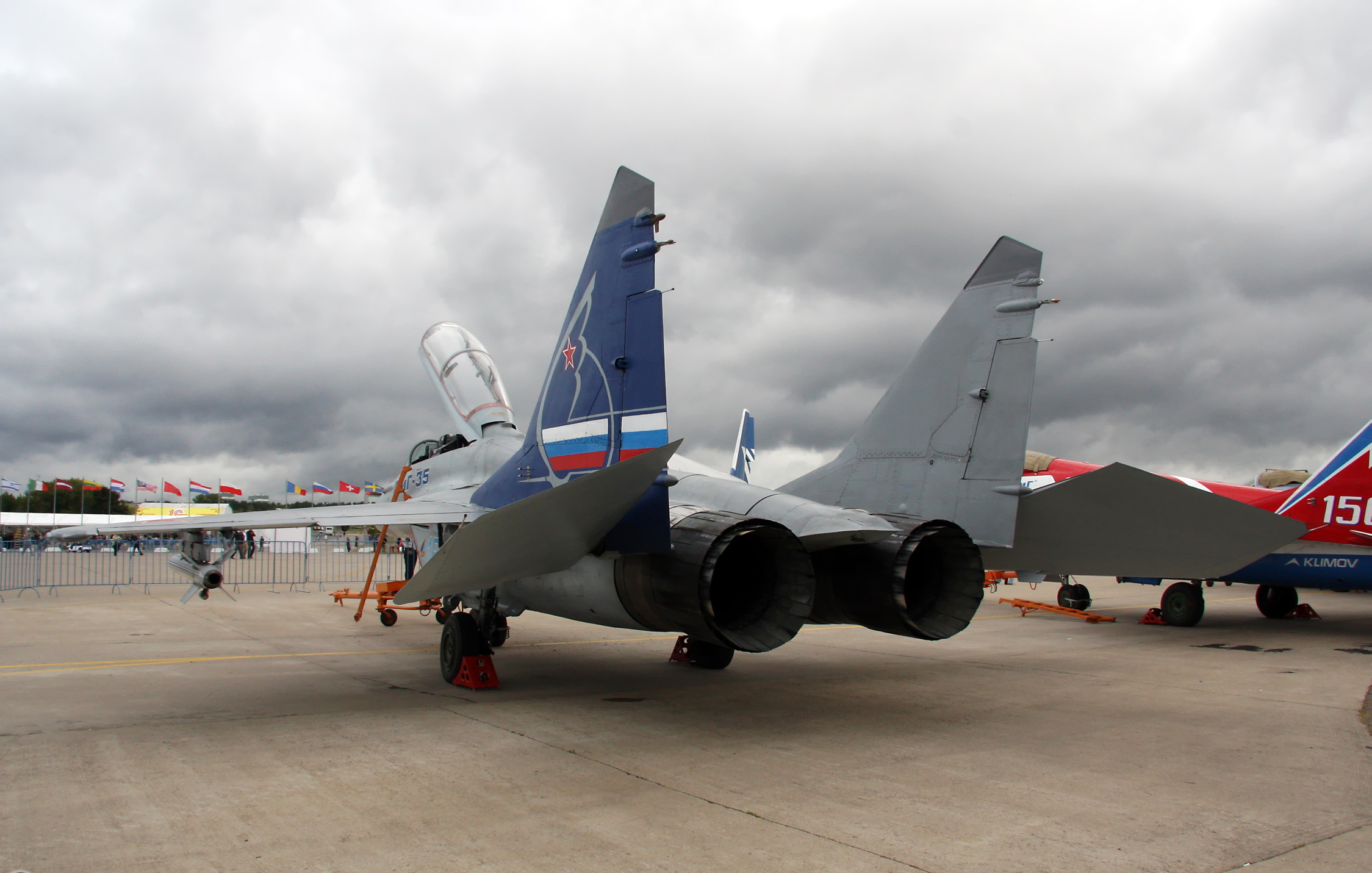

МиГ-35 на МАКС-2019
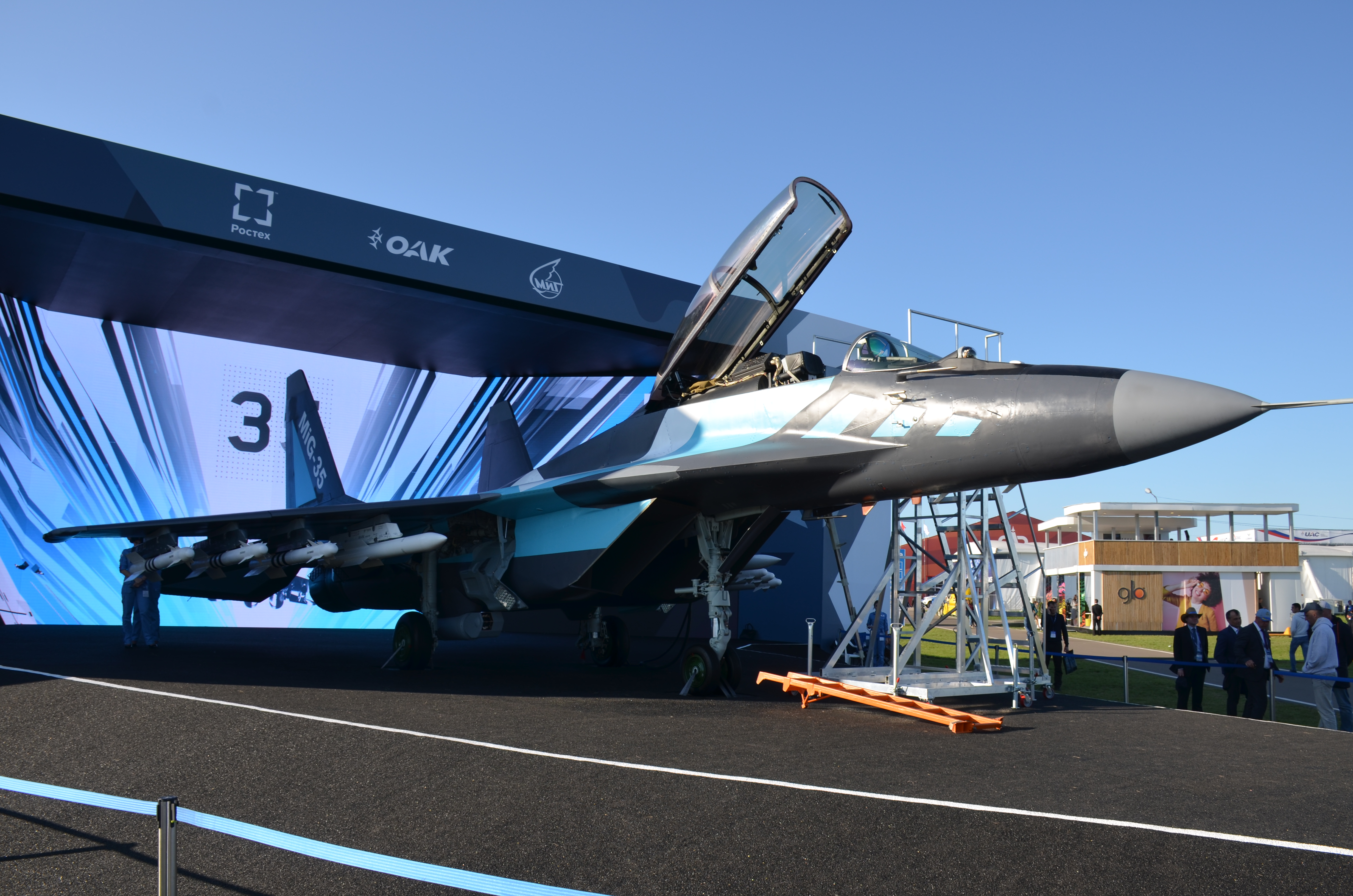
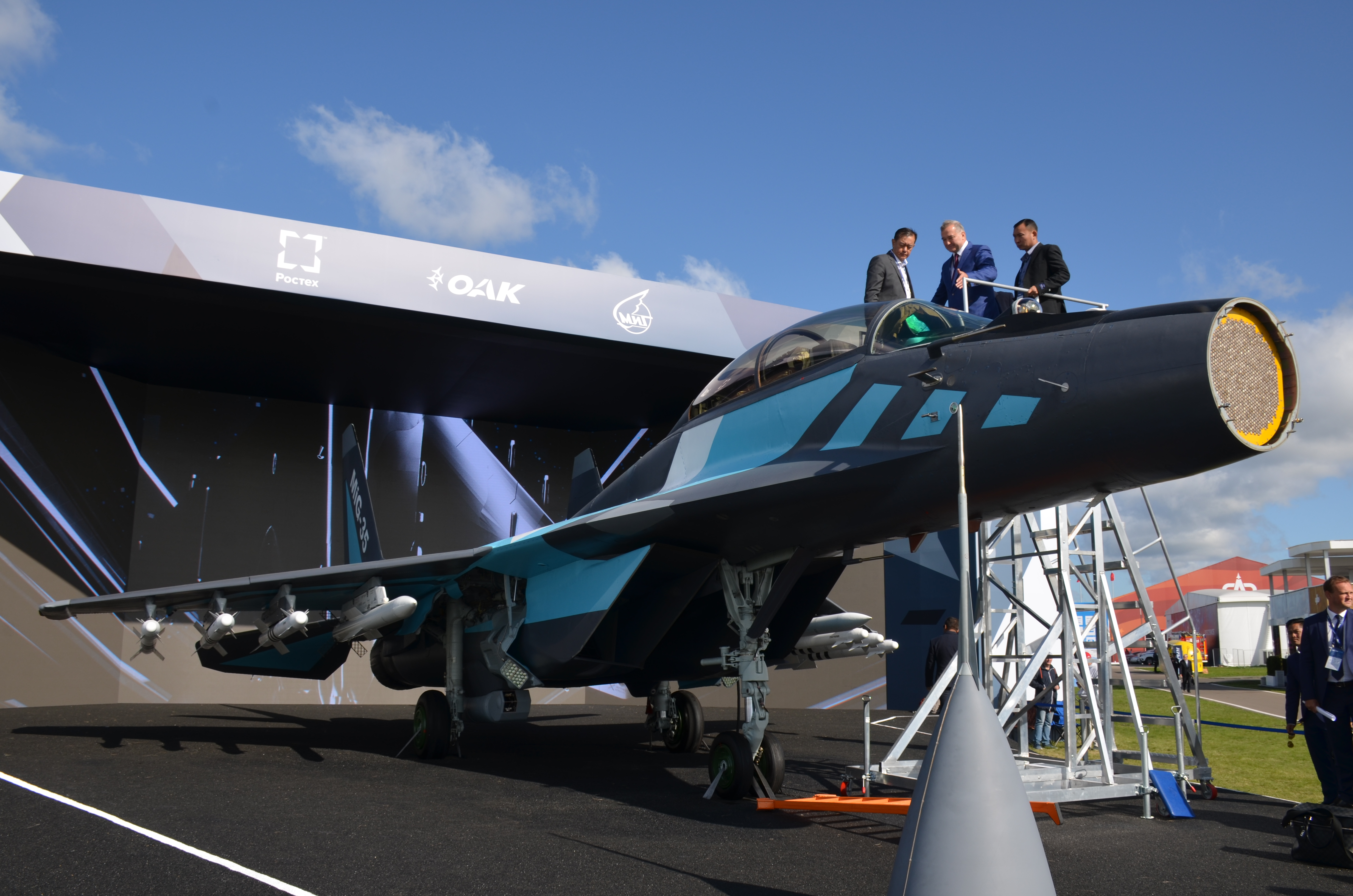
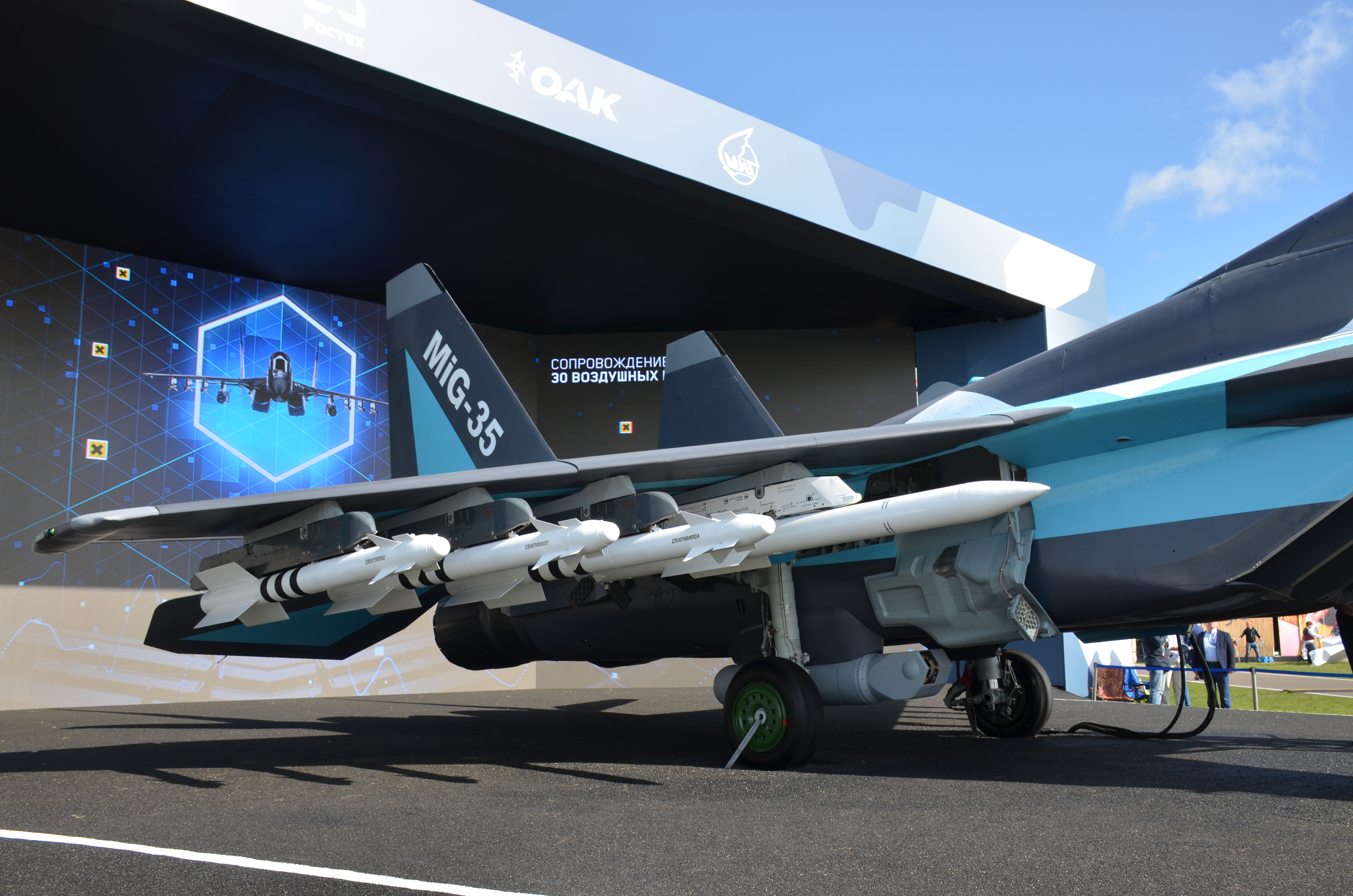
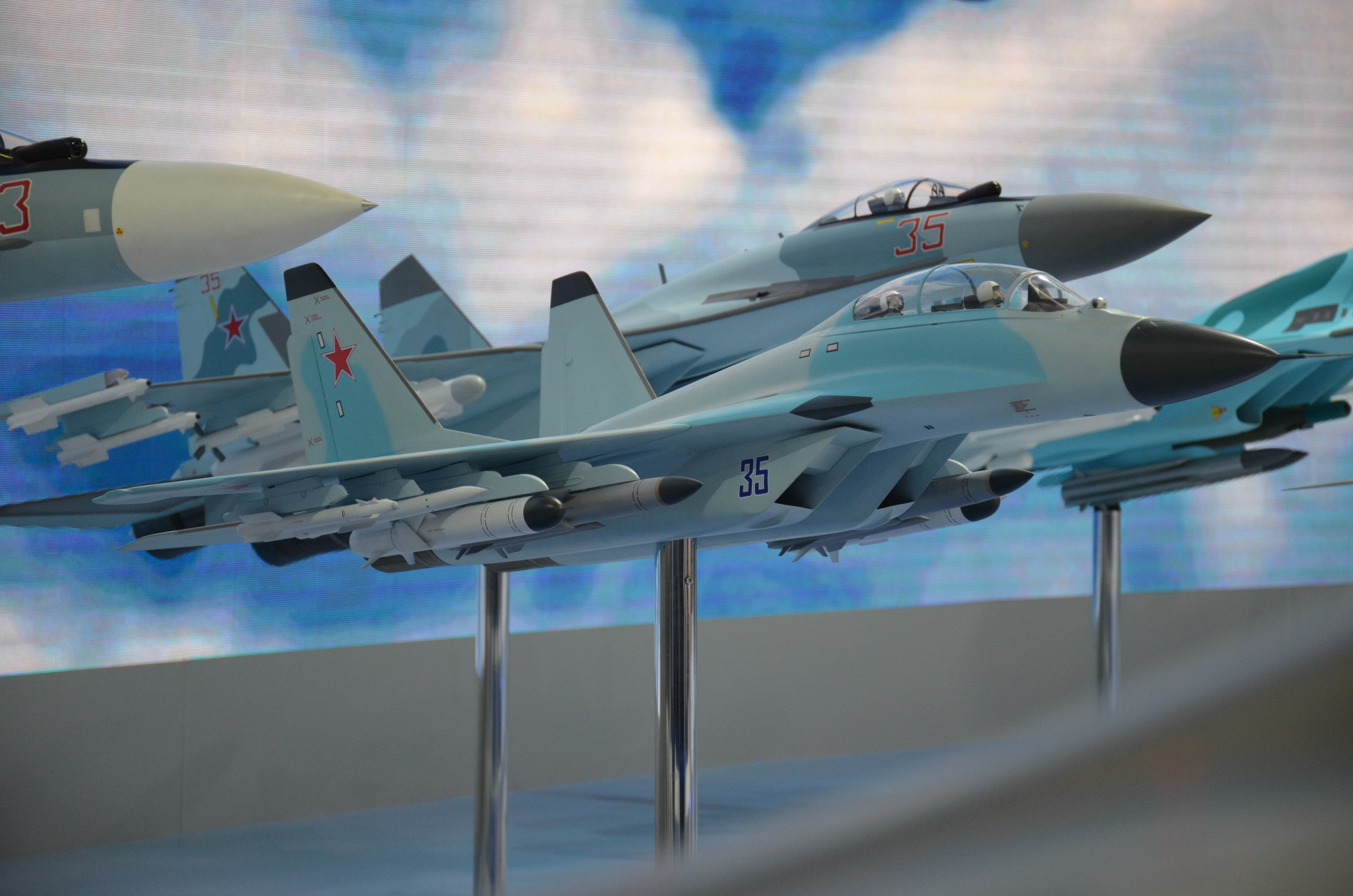